# Sladan (Råneå socken, Norrbotten)
Sladan är en sjö i Luleå kommun i Norrbotten och ingår i Vitåns huvudavrinningsområde. Sjön har en area på 1,91 kvadratkilometer och ligger 2 meter över havet. Sjön avvattnas av vattendraget Sladansån.

## Delavrinningsområde
Sladan ingår i det delavrinningsområde (732817-179921) som SMHI kallar för Utloppet av Sladan. Medelhöjden är 33 meter över havet och ytan är 18,27 kvadratkilometer. Det finns ett avrinningsområde uppströms, och räknas det in blir den ackumulerade arean 19,75 kvadratkilometer. Sladansån som avvattnar avrinningsområdet har biflödesordning 2, vilket innebär att vattnet flödar genom totalt 2 vattendrag innan det når havet efter 13 kilometer. Avrinningsområdet består mestadels av skog (65 procent) och sankmarker (10 procent). Avrinningsområdet har 1,89 kvadratkilometer vattenytor vilket ger det en sjöprocent på 10,3 procent.